# Electronicore
« Synthcore » redirige ici.  Pour la musique électronique, voir Electroclash.
Pour les articles homonymes, voir Trancecore.
Genres associés
Rock électronique, Nintendocore
L'electronicore, également connu sous le terme de synthcore, ou trancecore, désigne un mélange stylistique de post-hardcore et de metalcore avec la musique électronique,,, en particulier l'electronica,,. Des artistes notables du genre sont originaires d'Angleterre,, des États-Unis,, du Canada, de France, de Hong Kong, et du Japon.

## Caractéristiques
L'electronicore se caractérise par des instruments typiques du post-hardcore, du metalcore, et l'utilisation de séquenceurs, de synthétiseurs, de l'Auto-Tune et de chant scream,,,. Le genre inclut souvent des transitions dynamiques de ballades electronica à des passages intenses et des breakdowns typiques du metalcore. Cependant, le niveau de présence des caractéristiques du metalcore peut varier. En plus de l'electronica, le mélange peut impliquer une variété de musiques électroniques dont la techno,, la trance, le dubstep, l'electro, et la dance,.

## Accueil
Sumerian Records note qu'« il y a eu un surplus de musique electronica/hardcore. » I See Stars est souvent reconnu comme principal contributeur de ce style,,,. Le premier album du groupe intitulé 3-D s'est popularisé « dans la scène synthcore. » Enter Shikari est un groupe electronicore fondé en 2003 à St Albans, Angleterre. Leurs musiques sont diffusées dans les radios internationales et sont récompensées par Kerrang!, NME, Rock Sound Magazine et BT Digital Awards,,. les membres du groupe s'associent aux genres de musiques électroniques comme la trance et ont souvent été nommés les « rois du trancecore. » Leur second album, intitulé Common Dread, est commercialisé le 15 juin 2009 et atteint la seizième place des classements musicaux britanniques.
La compilation Punk Goes Pop 4, l'un des nombreux albums de la série Punk Goes..., « inclut les musiques pop les plus hot de la musique aujourd'hui jouées par des artistes metalcore, post-hardcore et electronicore. » Altsounds, un journal de musique indépendant, note « une croissance soudaine des groupes mélangeant le style des musiques électronique et metal. » L'article explique que les nombreux groupes ayant composé leur propres versions de chansons existantes dans l'album Punk Goes Pop 4 incorporent les caractéristiques de l'electronicore, en particulier I See Stars, Woe, Is Me et Chunk! No, Captain Chunk!.

## Groupes notables
Les groupes notables du genre incluent : Abandon All Ships,, Arsonists Get All the Girls, Attack Attack!,, Breathe Carolina, Chunk! No, Captain Chunk!, Capture the Crown, Crossfaith, Enter Shikari,, Electric Callboy, Fear, and Loathing in Las Vegas, Horse the Band, I See Stars,,,, Issues, Jamie's Elsewhere, Motionless in White, Sky Eats Airplane, Vampires Everywhere!, We Butter the Bread with Butter,, Woe, Is Me, DENY, Black 13 Angelz, et Hatari.

## Genres musicaux connexes
- Le Nintendocore est un genre de rock incorporant les éléments des musiques vidéoludiques, chiptune et 8-bit[28],[29],[30]. Il s'agit d'une forme dérivée du post-hardcore[28] et du metalcore[31],[32].
- Le crunkcore est un genre musical mélangeant le post-hardcore et le screamo avec du crunk hip hop et des éléments musicaux de la musique électronique[33].
- Le digital hardcore est un genre musical mélangeant punk hardcore avec de nombreuses variétés de musique électronique et de la techno. Le genre émerge d'Allemagne au début des années 1990, et inclut le plus souvent des thèmes sociaux et politiques d'extrême-gauche[34],[35]